# Алексеев, Иван Епифанович
Ива́н Епифа́нович Алексе́ев (бел. Іван Епіфанавіч Аляксееў) (1 [14] апреля 1909 года — 15 января 1943 года) — советский офицер, участник Великой Отечественной войны, командир 106-й танковой бригады 12-го танкового корпуса 3-й танковой армии Воронежского фронта, Герой Советского Союза (4.02.1943), полковник.

## Биография
Родился 1 (14) апреля 1909 года в городе Полоцке (ныне Витебская область, Белоруссия) в семье железнодорожника. Русский.
После семилетки окончил фабрично-заводское училище. Работал старшим ремонтным рабочим Полоцкой дистанции пути.
В Красной армии с 2 июля 1931 года. В 1933 году окончил с отличием 1-е Киевское артиллерийское училище, в котором остался служить командиром учебного взвода. Член ВКП(б) с 1932 года. В 1935 году был направлен на курсы усовершенствования командного состава (КУКС) в Ленинградское бронетанковое училище. После окончания КУКС командовал танковым взводом, затем ротой в составе 2-го танкового батальона 21-й механизированной бригады Белорусского военного округа. В 1940 году был назначен командиром 231-го танкового батальона 16-й лёгкой танковой бригады. С 29 марта 1941 года капитан И. Е. Алексеев — командир батальона тяжёлых танков 72-го танкового полка 36-й танковой дивизии 17-го механизированного корпуса. На этой должности встретил начало войны.
Участник Великой Отечественной войны с июня 1941 года:
- С 19 августа 1941 года — командир 61-го отдельного танкового батальона, майор
- С 16 января 1942 года — начальник автобронетанковых войск 2-го гвардейского стрелкового корпуса, гвардии подполковник
- С 19 июня 1942 года — заместитель командира 105-й танковой бригады
- С 18 сентября 1942 года — командир 106-й танковой бригады, полковник.

Воевал на Западном, Северо-Западном и Воронежском фронтах.
Участвовал:
- в боях в районе города Барановичи, в боях по выходу из окружения в Белоруссии, в Смоленском сражении, в том числе в освобождении города Ельня, в битве под Москвой, в освобождении городов Яхрома, Клин и Высоковск — в 1941 году;
- в боях в районе Демянского выступа, на реках Ловать, Редья к востоку от города Старая Русса и за город Холм — в 1942;
- в Острогожско-Россошанской наступательной операции, в том числе в освобождении города Россошь Воронежской области — в 1943.

В январе 1943 года 106-я танковая бригада под командованием гвардии полковника Алексеева прорвала оборону врага в районе города Россошь Воронежской области, за ночь прошла по тылам противника 70 километров, освободила десятки населённых пунктов, в том числе железнодорожную станцию Россошь, захватила вражеский эшелон.
Полковник Иван Епифанович Алексеев погиб в бою 15 января 1943 года в районе железнодорожной станции города Россошь в Воронежской области.
Указом Президиума Верховного Совета СССР «О присвоении звания Героя Советского Союза начальствующему и рядовому составу Красной Армии» от 4 февраля 1943 года за «образцовое выполнение боевых заданий Командования на фронте борьбы с немецкими захватчиками и проявленные при этом отвагу и геройство» полковнику Алексееву Ивану Епифановичу присвоено звание Героя Советского Союза с вручением ордена Ленина и медали «Золотая Звезда».

## Награды
- Медаль «Золотая Звезда» Героя Советского Союза
- Два ордена Ленина

## Память
- Похоронен в городе Россошь.
- Именем Героя названа улица в городе Россошь[1].
- В городе Полоцке школа № 12 и улица, на которой она расположена, носят имя И. Е. Алексеева[1].
- В Полоцке, в память о Герое, установлены мемориальная доска и бюст.